# Kárpáti Egon
Kárpáti Egon (Baja, 1939. december 2. – Budapest, 2010. október 25.) magyar orvos, gyógyszerkutató.

## Életpályája
1964-ben szerzett orvosi diplomát a Szegedi Tudományegyetem Általános Orvostudományi Karán. 1965-től a nyugdíjba vonulásáig a Kőbányai Gyógyszerárugyár (Richter Gedeon Nyrt.) Farmakológiai Kutató Központjának gyógyszerkutatója, egy ideig főosztályvezetője volt.
Számos találmány társfeltalálója. Szporny Lászlóval és Forgács Lillával együtt jelentős szerepe volt a gyár eredeti vegyületen alapuló Cavinton termékének kidolgozásában, amely számos országban kapott szabadalmat és 1977-től több országban (pl. Japánban Calan néven) bevezetett termék lett.
Életének 71. évében, 2010. október 25-én, hunyt el.

## Díjai, elismerései
A közel húsz esztendeig tartó kutatómunka elismeréseként a vizsgálatokban való aktív részvételért, a Cavinton gyógyszerré fejlesztésében elért eredményekért kutatótársaival együtt Kárpáti Egont 1983-ban a Magyar Népköztársaság Állami Díjával tüntették ki.